# Juno (sonda)
Juno je americká kosmická sonda, která v rámci programu New Frontiers doletěla 5. července 2016 k planetě Jupiter. Původně měla odstartovat v roce 2009, ale kvůli škrtům v rozpočtu NASA start proběhl až 5. srpna 2011. Z rampy LC-41 na mysu Canaveral ji do vesmíru vynesla raketa Atlas V typ 551. Po pětileté cestě byla sonda navedena na polární oběžnou dráhu kolem Jupiteru.

## Trajektorie letu
Sonda odstartovala pomocí rakety Atlas V, typ 551 v pátek 5. srpna 2011 z kosmodromu na mysu Canaveral na Floridě. Využila manévru „gravitačního praku“, a to tak že zamířila k Marsu, v říjnu 2013 pak proletěla kolem Země ve vzdálenosti 564 km a získala rychlost a energii k letu k Jupiteru. Krátce po průletu kolem Země NASA oznámila, že sonda je v nouzovém režimu. Zůstává v kontaktu se Zemí, ale vysílá jen malé množství dat. Jednalo se však o planý poplach a sonda dále pokračovala úspěšně v letu k Jupiteru.
Po navedení na oběžnou dráhu Jupiteru v červenci 2016 má zkoumat jeho atmosféru a měsíce.

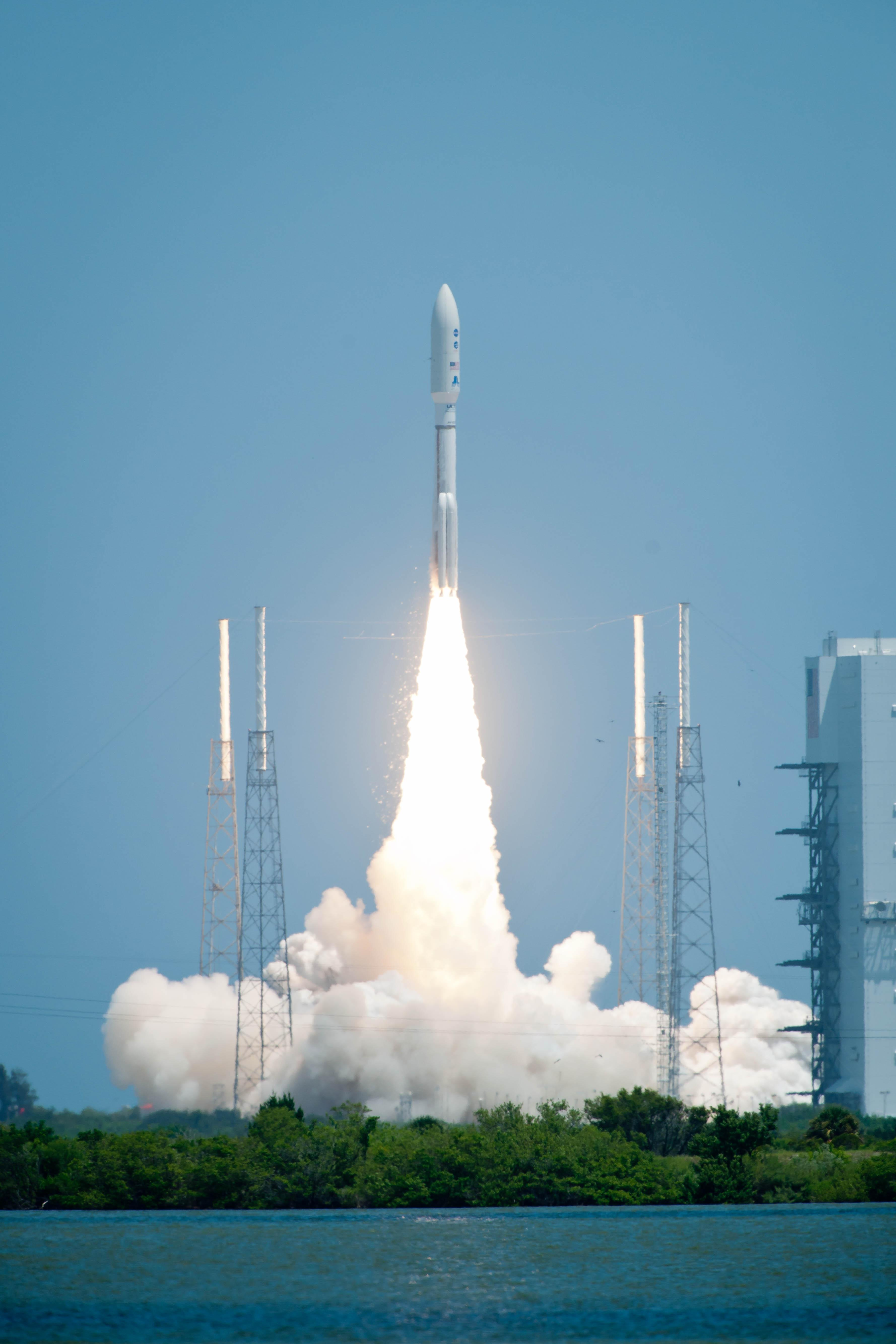
Start rakety se sondou
- Start (video)
Trajektorie letu
- Trajektorie letu (video)

## Stavba sondy
- Solární panely - tato sonda bude první sondou se solárními panely u Jupiteru (5,2 AU)
- Mikrovlnný radiometr (MWR)
- Infračervený mapovač polárních září (JIRAM)
- Detektor energetických částic (JEDI)
- Detektor rádiových a plasmatických vln (WAWES)
- Ultrafialový spektrograf (UVS)
- Kamera
- Vysokozisková anténa

## Cíle mise
Hlavní vědecké cíle mise sondy Juno k Jupiteru:
- Porozumět Jupiterovým dynamickým a strukturálním vlastnostem prostřednictvím stanovení hmotnosti a velikosti Jupiterova jádra, jeho gravitačního a magnetického pole a vnitřního proudění
- Proměření složení Jupiterovy atmosféry, zejména množství plynů schopných kondenzace (H2O, NH3, CH4 a H2S), určit teplotní profil atmosféry planety, profil rychlostí větrů a prozkoumat oblačnou pokrývku do větší hloubky, než sonda Galileo
- Prozkoumat a charakterizovat prostorové struktury Jupiterovy polární magnetosféry